# Guido Carestiato
Guido Carestiato (Favaro Veneto, 17 gennaio 1911 – Varese, 8 dicembre 1980) è stato un aviatore e militare italiano, che in qualità di Maresciallo pilota della specialità caccia, partecipò alla guerra civile spagnola dove fu decorato con una Medaglia d'argento al valor militare. Congedatosi dalla Regia Aeronautica nel 1939 venne assunto presso la ditta Aeronautica Macchi di Varese, dove in qualità di pilota collaudatore eseguì personalmente il primo volo di almeno una decina di prototipi, tra cui i caccia Macchi C.202 Folgore, C.205 Veltro e C.205N Orione.

## Biografia
Nacque a Favaro Veneto il 17 gennaio 1911, e si arruolò in giovane età nella Regia Aeronautica con la qualifica di sergente pilota di complemento, conseguendo quella di pilota militare a Cameri il 27 luglio 1929. Al termine del servizio di leva fu trattenuto in servizio, destinato al 7º Gruppo Assalto. Nel settembre 1933 venne trasferito al 1º Stormo Caccia Terrestre di stanza sull'aeroporto di Campoformido, allora considerato uno dei migliori reparti della Regia Aeronautica per quanto riguardava l'addestramento acrobatico.

### Le Olimpiadi di Berlino
Nel luglio 1936 dovevano tenersi a Berlino i Giochi Olimpici, che prevedevano tra le discipline ammesse per quell'edizione dal Comitato Olimpico Internazionale anche il volo acrobatico puro.
Il Regio Aero Club d'Italia, in ricordo del successo conseguito da Mario Stoppani ad Anversa nel 1920, si rivolse alle Regia Aeronautica per la designazione dei piloti che dovevano esibirsi, e alla casa costruttrice Breda per la fornitura dei velivoli adatti. Il 10 luglio i migliori "piloti solisti" degli Stormi da Caccia vennero convocati sull'aeroporto di Bresso per la gara di selezione. Dopo tre giornate di gara vennero designati a rappresentare l'Italia i seguenti piloti: capitano Ercolano Ercolani, capitano Mario Viola, sergente maggiore Guido Carestiato. sotto la direzione dell'ingegnere Ambrogio Colombo iniziarono subito otto giorni di intensissimi allenamenti sui quattro velivoli Breda Ba.28 appositamente allestiti per l'occasione, alla ricerca delle migliori acrobazie da esibire durante la gara.
La partenza per Berlino dei quattro aerei avvenne nel mese di luglio. Carestiato ed il Sergente Ugo Corsi si distinsero subito dagli altri mettendosi in volo rovescio subito dopo il decollo, scommettendo che avrebbero raggiunto in quella posizione Bolzano. Purtroppo durante il volo l'aereo di Corsi ebbe un problema al propulsore, e dovette atterrare in emergenza su una striscia erbosa tra le montagne circostanti. Sostituito il motore a tempo di record anche il quarto velivolo raggiunse Bolzano, da dove la formazione partì per la Germania il 26 luglio. 
Sul campo d'aviazione militare di Berlino-Rangsdorf, raggiunto dopo uno scalo tecnico a Monaco di Baviera, gli aviatori italiani trovarono le squadre di altre cinque nazioni. le gare iniziarono il giorno 29, e dopo tra giorni la classifica finale vide: La classifica finale vide vincitore il pilota tedesco Otto von Hagenburg con 658,83 punti, seguito dai cecoslovacchi Petr Široký (651,41 punti) e František Novák (641,66 punti), mentre gli italiani si piazzarono al 9º posto (Ercolani con 544,50 punti), 10° (Viola, 516,82 punti) e 11° (Carestiato, 487,33 punti), penalizzati dal fatto che gli aerei erano normali addestratori di linea, per quanto adattati, mentre gli altri piloti disponevano di macchine espressamente costruite per l'acrobazia. La squadra italiana rientrò in Italia il 4 agosto, dopo uno scalo tecnico sull'aeroporto civile di Lipsia.

### La guerra civile spagnola e la seconda guerra mondiale
All'inizio dell'agosto 1936 partì per la Spagna, con il nome fittizio di "Efisio Ciarrotti", assegnato alla Squadriglia Mussolini del X Gruppo Caccia di stanza alle isole Baleari. Il 28 agosto abbatté sopra Cala Morleda con il proprio caccia Fiat CR.32, dopo un breve combattimento, un idrovolante repubblicano Savoia-Marchetti S.62. Durante il breve ciclo di operazioni belliche si guadagnò l'assegnazione di una Medaglia d'argento al valor militare.
Nel 1937, insieme ad altri piloti del 1º Stormo compì il periplo del Sud America, che prevedeva tappe a Lima (Perù, manifestazione intitolata a Geo Chavez), Santiago del Cile, Buenos Aires, Montevideo, Rio de Janeiro e San Paolo. Nell'aprile 1939 si congedò definitivamente dalla Regia Aeronautica con il grado di Maresciallo, per essere subito assunto all'Aeronautica Macchi di Varese con il ruolo di pilota collaudatore. Durante la seconda guerra mondiale svolse prettamente l'attività di collaudo dei nuovi apparecchi appena usciti di fabbrica (i cosiddetti voli officina), ma il 24 ottobre 1942, durante un'incursione su Milano effettuata da 88 bombardieri Avro Lancaster della Royal Air Force, non esitò a decollare da solo a bordo di un caccia Macchi M.C.202 per affrontare gli incursori. Dopo aver intercettato un bombardiere lo attaccò fino ad esaurire le munizioni delle due mitragliatrici Breda SAFAT da 12,7 mm, rientrando velocemente alla base dove si rifornì per ridecollare nuovamente, questa volta in coppia con un altro velivolo. Con i bombardieri ormai irraggiungibili atterrò definitivamente al Campo della Promessa di Lonate Pozzolo alle 18:40. In qualità di pilota civile egli non era affatto tenuto ad andare in combattimento, e non potendo essere decorato con una nuova Medaglia d'argento al valor militare ricevette un encomio solenne da parte della Direzione Costruzioni Aeronautiche di Milano.
Durante il suo servizio presso la ditta Aermacchi effettuò personalmente il primo volo di circa una decina di prototipi, tra cui quelli dei caccia Macchi M.C.201, Aermacchi C.202 Folgore, C.205 Veltro e C.205N Orione, dell'addestratore a elica Aermacchi MB.323, di quello a reazione Aermacchi MB-326 e dell'idrovolante plurimotore da trasporto civile Macchi M.C.100. Nel 1948 conquistò il 1º Giro aereo d'Italia su velivolo da turismo Aermacchi MB.308, e nel 1961 il record mondiale di altitudine di categoria a bordo di un MB-326. Si ritirò definitivamente verso la fine del 1971, dopo aver totalizzato almeno 5.600 ore di volo su 70 tipi differenti di velivoli, ed aver collaudato personalmente oltre 1.800 aerei di serie. Si spense a Varese l'8 dicembre 1980.

### Annotazioni
1. ↑  Per la selezione ci si avvalse di un metodo già collaudato in altre occasioni: quattro giudici dislocati in quattro punti diversi del campo d'aviazione, e con i piloti dotati di velivoli "ripuliti" di emblemi e persino del numero di matricola.
2. ↑  Come piloti di riserva furono designati il sergente maggiore Giovanni Capelli, e il sergente Ugo Corsi, mentre il capo missione era il tenente colonnello Alberto Canaveri.
3. ↑  I piloti erano così accoppiati sui quattro aerei: il tenente colonnello Canaveri con il capitano Viola, il capitano Ercolani con il sergente Capelli mentre il sergente maggiore Carestiato e il sergente Corsi volavano da soli.
4. ↑  La Breda inviò sul posto un motore ed una squadra di tecnici che in venti ore di ininterrotto lavoro sostituirono il motore consentendo a Corsi di decollare da dove era atterrato.
5. ↑  In totale le squadre partecipanti erano sei, con quattordici piloti. I due giudici designati per l'Italia, su un totale di dodici, furono il tenente colonnello Canaveri, e l'addetto aeronautico all'ambasciata d'Italia a Berlino, tenente colonnello Teucci.
6. ↑  Il capitano Ercolani nell'eseguire un looping rovescio a bassissima quota ne uscì per un pelo, solcando con il timone di profondità dell'aereo una decina di metri di prato erboso del campo di gara.
7. ↑  La classifica finale vide: 1° Otto von Hagenburg - Germania punti 658,83; 2° Široký - Cecoslovacchia punti 651,41; 3° Novák - Cecoslovacchia punti 641,66; 4° Fleurquin - Francia punti 639,99; 5° Achgelis - Germania punti 631,41; 6° Stoehr - Germania punti 628,66; 7° Hoerning - Svizzera punti 619,83; 8° Ambrus (secondo altre fonti Josef Hubáček) - Cecoslovacchia punti 597,98; 9° Ercolani - Italia punti 544,50; 10° Viola - Italia punti 516,82; 11° Carestiato - Italia punti 487,33; 12° Papana - Romania punti 435; 13° Cavalli - Francia punti 418,10; 14° Blanc - Francia punti 409,25.
8. ↑  Mario Viola (deceduto in un incidente aereo il 2º febbraio 1938), Virginio Teucci (morto in Russia il 27 luglio 1942), il maresciallo Angelo Marasco, e i sergenti maggiori Antonio Sbrighi e Antonio Mascellani.
9. ↑  Appartenenti agli Squadron No.44, 49, 50, 57, 61, 97, 106 e 207, del No.5 Bomber Group.
10. ↑  L'aereo colpito da Carestiato non precipitò immediatamente, ma cadde probabilmente durante il volo di ritorno.
11. ↑  Fu membro della Society of Experimental Test Pilots (SETP).

### Fonti
1. 1 2  Apostolo, Cattaneo, Massimello 2006, p. 5.
2. 1 2 3 4 5 6 7 8 9 10 11 12 13  Massimello 1999, p. 21.
3. 1 2 3 4 5 6 7 8 9  Rocchi 2008, p. 6.
4. 1 2 3 4 5  Rocchi 2008, p. 7.
5. ↑  Rocchi 2008, p. 8.
6. 1 2  Massimello 1999, p. 20.
7. 1 2  Massimello 1999, p. 14.
8. ↑  Massimello 1999, p. 15.